# Solidosagatta marri
Solidosagatta marri är en djurart som tillhör fylumet pilmaskar, och som först beskrevs av David 1956.  Solidosagatta marri ingår i släktet Solidosagatta och familjen Sagittidae. Inga underarter finns listade i Catalogue of Life.